# Nieborowice
Nieborowice est une localité polonaise de la gmina de Pilchowice, située dans le powiat de Gliwice en voïvodie de Silésie.